# Jean Hersholt
Jean Hersholt est un acteur et réalisateur américain né le 12 juillet 1886 à Copenhague (Danemark), mort le 2 juin 1956 à Hollywood (Californie). Un prix porte son nom, le prix humanitaire Jean Hersholt, qui est décerné irrégulièrement lors de la cérémonie des Oscars afin de distinguer une personnalité du cinéma qui s'est impliquée de façon exemplaire dans une cause humanitaire.

## Biographie

### Traducteur
L'immense collection que Hersholt possédait des livres de Hans Christian Andersen est passée à la Bibliothèque du Congrès. Il est le traducteur en anglais de plus de 160 des contes d'Andersen. Ceux-ci ont été publiés, en six volumes, en 1949 sous le titre The Complete Andersen, et sont considérés comme « LA » traduction de référence, l'une des meilleures en langue anglaise. En 1948, Hersholt est fait au Danemark chevalier de l'ordre de Dannebrog, en grande partie en raison de son œuvre de traducteur.

## Filmographie

### comme acteur

#### Années 1910
- 1906 : Konfirmanden
- 1906 : Opløb på Frederiksberg
- 1915 : The Disciple : Extra
- 1916 : The Desert
- 1916 : Bullets and Brown Eyes
- 1916 : Le Justicier (Hell's Hinges) de Charles Swickard et William S. Hart : le voyou de la ville
- 1916 : Pour sauver sa race (The Aryan) de Reginald Barker, William S. Hart et Clifford Smith
- 1916 : The Apostle of Vengeance
- 1916 : Some Medicine Man
- 1916 : As the Candle Burned
- 1916 : It's All Wrong
- 1916 : Kinkaid, Gambler : rôle indéterminé
- 1916 : Scratched
- 1917 : Black Orchids
- 1917 : Fighting for Love : Ferdinand
- 1917 : Love Aflame : Reginald
- 1917 : The Terror : Jim, la dope
- 1917 : The Saintly Sinner : rôle indéterminé
- 1917 : Perils of the Secret Service : (Episode #2)
- 1917 : The Clash of Steel
- 1917 : Her Primitive Man
- 1917 : The Townsend Divorce Case
- 1917 : Le Gisement du Père Morgan (Southern Justice) de Lynn Reynolds : Caleb Talbot
- 1917 : The Gunman's Gospel
- 1917 : The Greater Law : Basil Pelly
- 1917 : Pour son gosse (The Soul Herder) de John Ford : prêtre
- 1917 : The Show Down de Lynn Reynolds : Parkes
- 1917 : A Stormy Knight : Dr Fraser
- 1917 : '49-'17 : Jim Raynor
- 1917 : Princess Virtue : Emile Carre
- 1918 : Madame Spy : comte Von Ornstorff
- 1918 : The Answer de E. Mason Hopper : Shepard
- 1919 : Ceux que les dieux détruiront (Whom the Gods Would Destroy) de Frank Borzage
- 1919 : Love's Prisoner : un invité
- 1919 : In the Land of the Setting Sun

#### Années 1920
- 1920 : The Red Lane de Lynn Reynolds : Vetal Beaulieu
- 1920 : Merely Mary Ann : l'étranger
- 1920 : The Golden Trail : Harry Teal
- 1920 : The Deceiver
- 1921 : The Servant in the House de Jack Conway : Manson, le serviteur
- 1921 : Les Quatre Cavaliers de l'Apocalypse (The Four Horsemen of the Apocalypse) de Rex Ingram : professeur von Hartrott
- 1921 : A Certain Rich Man : Adrian Brownwell
- 1921 : Man of the Forest : Lem Beasley
- 1922 : When Romance Rides : Joel Creech
- 1922 : Heart's Haven : Henry Bird
- 1922 : Tess au pays des tempêtes de John S. Robertson : Ben Letts
- 1922 : The Strangers' Banquet : Fiend
- 1923 : La Folie du jazz (Jazzmania) de Robert Z. Leonard : prince Otto de Como
- 1923 : Quicksands de Jack Conway : membre du cercle
- 1923 : Red Lights de Clarence G. Badger : Ezra Carson
- 1924 : Torment de Maurice Tourneur : Boris
- 1924 : The Goldfish : Herman Krauss
- 1924 : The Woman on the Jury : juré
- 1924 : Sinners in Silk : Dr Eustace
- 1924 : Mon cœur et mes millions (Her Night of Romance) de Sidney Franklin : Joe Diamond
- 1924 : Les Rapaces (Greed) de Erich von Stroheim : Marcus
- 1924 : Cheap Kisses : Gustaf Borgstrom
- 1924 : So Big : Aug Hempel
- 1925 : Dangereuse Innocence (Dangerous Innocence) : Gilchrist
- 1925 : Fifth Avenue Models : l'escroc
- 1925 : If Marriage Fails : Dr Mallini
- 1925 : Don X, fils de Zorro (Don Q Son of Zorro) de Donald Crisp : Don Fabrique Borusta
- 1925 : A Woman's Faith : Cluny
- 1925 : Le Sublime Sacrifice de Stella Dallas de Henry King : Ed Munn
- 1926 : The Greater Glory : Gustav Schmidt
- 1926 : My Old Dutch : Erb Uggins
- 1926 : It Must Be Love : Pop Schmidt
- 1926 : Flames : Ole Bergson
- 1926 : The Old Soak : Clement Hawley, Sr.
- 1927 : The Wrong Mr. Wright : Seymour White
- 1927 : Alias the Deacon : le diacre
- 1927 : Le Prince étudiant (The Student Prince in Old Heidelberg) de Ernst Lubitsch : Dr Friedrich Jüttner
- 1928 : 13 Washington Square : Pyecroft
- 1928 : The Secret Hour de Rowland V. Lee : Tony
- 1928 : Mon rabbin chez mon curé (Abie's Irish Rose) de Victor Fleming : Solomon Levy
- 1928 : L'Éternel Problème (The Battle of the Sexes) de  D. W. Griffith : Mr. William J. Judson
- 1928 : Jazz Mad : Franz Hausmann
- 1928 : Give and Take : John Bauer, propriétaire de l'usine
- 1929 : Girl on the Barge : McCadden
- 1929 : Loin du ghetto (The Younger Generation) de Frank Capra : Julius (Pa) Goldfish
- 1929 : Modern Love : Renault

#### Années 1930
- 1930 : La Passion du docteur Hohner (The Climax) de George Waggner : Luigi Golfanti
- 1930 : The Case of Sergeant Grischa de Herbert Brenon : Posnanski
- 1930 : Mamba : August Bolte (Mamba)
- 1930 : Sous le ciel des tropiques (Hell Harbor) de Henry King : Joseph Horngold
- 1930 : East Is West de Monta Bell  : un homme
- 1930 : A Soldier's Plaything de Michael Curtiz : grand-père Rittner
- 1930 : The Cat Creeps de Rupert Julian et John Willard : Dr Patterson
- 1930 : The Third Alarm : Morton
- 1930 : Nuits viennoises (Viennese Nights) d'Alan Crosland : Herr Hofner, le père d'Elsa
- 1931 : Daybreak (en) : Herr Schnabel
- 1931 : Transatlantique (Transatlantic) de William K. Howard : Rudolph dit Jed Kramer
- 1931 : The Phantom of Paris : Herman
- 1931 : La Courtisane (Susan Lenox (Her Fall and Rise)) de Robert Z. Leonard : Karl Ohlin
- 1931 : La Faute de Madelon Claudet (The Sin of Madelon Claudet) d'Edgar Selwyn : Dr Dulac
- 1931 : Vies privées (Privates Lives), de Sidney Franklin : Oscar
- 1932 : Mes petits (Emma) de Clarence Brown : Mr. Frederick 'Fred' Smith
- 1932 : La Bête de la cité (The Beast of the City) de Charles Brabin : Samuel 'Sam' Belmonte
- 1932 : Ici New York (Are You Listening?) de Harry Beaumont : George Wagner
- 1932 : Grand Hotel d'Edmund Goulding : Senf
- 1932 : Night Court : Herman
- 1932 : New Morals for Old (en) : James Hallett
- 1932 : Unashamed de Harry Beaumont : Mr. Heinrich Schmidt
- 1932 : Skyscraper Souls d'Edgar Selwyn : Jacob 'Jake' Sorenson
- 1932 : Hearts of Humanity de Christy Cabanne : Sol Bloom
- 1932 : Le Masque d'or (The Mask of Fu Manchu) de Charles Brabin : Von Berg
- 1932 : Flesh : Mr. Herman
- 1933 : The Crime of the Century : Dr Emil Brandt
- 1933 : Song of the Eagle (en) de Ralph Murphy : Otto Hoffman
- 1933 : Les Invités de huit heures (Dinner at Eight) de George Cukor : Jo Stengel
- 1933 : Christopher Bean : Rosen
- 1934 : The Cat and the Fiddle : Professeur Bertier
- 1934 : Les Hommes en blanc (Men in White), de Richard Boleslawski : Dr 'Hockie' Hochberg
- 1934 : The Fountain : baron Van Leyden
- 1934 : Le Voile des illusions (The Painted Veil)de Richard Boleslawski : Herr Koerber
- 1935 : La Marque du vampire (Mark of the Vampire) de Tod Browning : baron Otto von Zinden
- 1935 : Cœurs brisés (Break of Hearts) de Philip Moeller : professeur Thalma
- 1935 : Murder in the Fleet : Victor Hanson
- 1936 : Le Défenseur silencieux (Tough Guy) de Chester M. Franklin : docteur Mulback, le vétérinaire
- 1936 : Le Médecin de campagne (The Country Doctor) de Henry King : docteur John Luke
- 1936 : Le Chant des cloches (Sins of Man) d'Otto Brower et Gregory Ratoff : Christopher Freyman
- 1936 : La Fièvre des tropiques (His Brother's Wife) de W. S. Van Dyke : Professeur 'Pop' Fahrenheim
- 1936 : Reunion de Norman Taurog : Dr John Luke
- 1936 : Tourbillon blanc (One in a Million) de Sidney Lanfield : Herr Heirich Muller (propriétaire de l'hôtel et père de Greta)
- 1937 : L'Heure suprême (Seventh Heaven) de Henry King : père Chevillon
- 1937 : Heidi la sauvageonne (Heidi) d'Allan Dwan : Adolph Kramer, le grand-père
- 1938 : Happy Landing : Lars Ericksen
- 1938 : La Folle Parade (Alexander's Ragtime Band) de Henry King : professeur Heinrich
- 1938 : Pour un million (I'll Give a Million) de Walter Lang : Victor
- 1938 : Five of a Kind : Dr Dafoe
- 1939 : Monsieur Moto en péril (Mr. Moto in Danger Island) d'Herbert I. Leeds : Mr. Sutter
- 1939 : Meet Dr. Christian : Dr Paul Christian

#### Années 1940
- 1940 : Remedy for Riches : Dr Paul Christian
- 1940 : The Courageous Dr. Christian (en) de Bernard Vorhaus : Dr Paul Christian
- 1940 : Dr. Christian Meets the Women : Dr Paul Christian
- 1941 : Melody for Three : Dr Paul Christian
- 1941 : They Meet Again : Dr Paul Christian
- 1949 : Chanson dans la nuit (Dancing in the Dark) d'Irving Reis

#### Années 1950
- 1955 : À l'ombre des potences (Run for Cover) de Nicholas Ray : Mr. Swenson

### Comme réalisateur
- 1920 : The Golden Trail
- 1920 : The Deceiver
- 1922 : When Romance Rides